# Frasera
Genre
Frasera est un genre de plantes de la famille des Gentianaceae.

## Liste d'espèces
Selon BioLib (20 mars 2019) et The Plant List (20 mars 2019) :
- Frasera ackermaniae C.C.Newb. & Goodrich
- Frasera albicaulis Griseb.
- Frasera albomarginata S.Watson
- Frasera caroliniensis Walter
- Frasera coloradensis (C.M.Rogers) D.M.Post
- Frasera fastigiata (Pursh) A.Heller
- Frasera gypsicola (Barneby) D.M.Post
- Frasera montana Mulford
- Frasera neglecta H.M.Hall
- Frasera paniculata Torr.
- Frasera parryi Torr.
- Frasera puberulenta Davidson
- Frasera speciosa Douglas ex Hook.
- Frasera tubulosa Coville
- Frasera umpquaensis M.Peck & Applegate

Selon Catalogue of Life (20 mars 2019) :
- Frasera ackermaniae C. C. Newb. & Goodrich
- Frasera albicaulis Dougl. ex Griseb.
- Frasera albomarginata S. Wats.
- Frasera carolinensis Walt.
- Frasera coloradensis (C. M. Rogers) D. M. Post
- Frasera fastigiata (Pursh) A. A. Heller
- Frasera gypsicola (Barneby) D. M. Post
- Frasera montana A. J. Mulford
- Frasera neglecta H. M. Hall
- Frasera paniculata Torr.
- Frasera parryi Torr.
- Frasera puberulenta Davidson
- Frasera speciosa Dougl. ex Hook.
- Frasera tubulosa Coville

Selon GRIN (20 mars 2019) :
- Frasera ackermaniae C. C. Newb. & Goodrich
- Frasera albicaulis Griseb.
- Frasera albomarginata S. Watson
- Frasera caroliniensis Walter
- Frasera coloradensis (C. M. Rogers) D. M. Post
- Frasera gypsicola (Barneby) D. M. Post
- Frasera montana Mulford
- Frasera speciosa Douglas ex Griseb.
- Frasera spp.

Selon ITIS (20 mars 2019) :
- Frasera albicaulis Douglas ex Griseb.
- Frasera albomarginata S. Watson
- Frasera caroliniensis Walter
- Frasera coloradensis (C.M. Rogers) D.M. Post
- Frasera fastigiata (Pursh) A. Heller
- Frasera gypsicola (Barneby) D.M. Post
- Frasera montana Mulford
- Frasera neglecta H.M. Hall
- Frasera paniculata Torr.
- Frasera parryi Torr.
- Frasera puberulenta Davidson
- Frasera speciosa Douglas ex Griseb.
- Frasera tubulosa Coville

Selon Tropicos (20 mars 2019) (Attention liste brute contenant possiblement des synonymes) :
- Frasera ackermaniae C.C.Newb. & Goodrich
- Frasera albicaulis Griseb.
- Frasera albomarginata S. Watson
- Frasera ampla Greene
- Frasera angustifolia (Rydb.) Rydb.
- Frasera caerulea Mulford
- Frasera caroliniensis Walter
- Frasera coloradensis (C.M. Rogers) D.M. Post
- Frasera cusickii A. Gray
- Frasera diluta (Turcz.) Toyok.
- Frasera fastigiata (Pursh) A. Heller
- Frasera gypsicola (Barneby) D.M. Post
- Frasera induta Tidestr.
- Frasera macrophylla Greene
- Frasera montana Mulford
- Frasera neglecta H.M. Hall
- Frasera nitida Benth.
- Frasera pahutensis Reveal
- Frasera paniculata Torr.
- Frasera parryi Torr.
- Frasera puberulenta Davidson
- Frasera scabra (M.E. Jones) Rydb.
- Frasera speciosa Douglas ex Griseb.
- Frasera stenosepala (Rydb.) Rydb.
- Frasera tetrapetala Toyok.
- Frasera thyrsiflora Hook.
- Frasera tubulosa Coville
- Frasera umpquaensis M. Peck & Applegate
- Frasera utahensis M.E. Jones
- Frasera venosa Greene
- Frasera walteri Michx.